# Splachnobryaceae
Splachnobryaceae, porodica pravih mahovina iz reda Pottiales. Postoje dva roda.
Porodica je opisana 1981.

## Rodovi
1. Koponobryum Arts
2. Splachnobryum Müll. Hal.